# Thawatchai Damrong-Ongtrakul
Thawatchai Damrong-Ongtrakul (Thai: ธวัชชัย ดำรงค์อ่องตระกูล, * 25. Juni 1974 in der Provinz Krabi) ist ein ehemaliger thailändischer Fußballspieler und heutiger -trainer.

## Karriere

### Spieler

#### Verein
Seine Karriere begann Thawatchai 1986 bei Osotspa M-150. Insgesamt absolvierte er für den Verein 252 Spiele und erzielte dabei 60 Tore. Zunächst spielte er bei dem Verein bis zum Jahr 1999. Dabei erreichte er 1999 mit der Mannschaft das Finale des Thailändischen Pokals 1999. Anschließend unterschrieb er einen Zweijahresvertrag bei den Sembawang Rangers in der Singapurischen S-League. Er wechselte danach innerhalb Singapurs zu Tanjong Pagar United. Mit beiden Vereinen konnte er keinen Titel gewinnen oder Finale erreichen. Er kehrte dann nach Thailand zu seinem alten Verein Osotspa M-150 zurück. Mit dem Queen’s Cup 2003 gewann er seinen ersten größeren Titel seiner Vereinslaufbahn. 2006 ging er wie so viele thailändische Fußballer nach Vietnam. Für ein Jahr spielte er für CLB Ðòng Nai in der zweiten Vietnamesischen Liga. Nach nur einem Jahr im benachbarten Ausland wechselte er zurück nach Thailand erneut zu seinem früheren Verein. Im Alter von immerhin 42 Jahren hatte er noch acht Einsätze für Osostpa in der Thai Premier League. Nach erneut nur einem Jahr wechselte er in die Thailand Division 1 League zur FC Royal Thai Police, für die er allerdings nur ein Spiel absolvierte. 2009 ging er noch eine Liga tiefer, jedoch zurück in seinen Geburtsort Krabi. Dort war er als Kapitän des FC Krabi, welcher – 2009 gegründet wurde – in der neuen Regional League Division 2 angetreten. Sein Comeback als Spieler gab er 2010. Aufgrund der Verletzungsnot des von ihm trainierten Pattaya United, beantragte Thawatchai für die Rückrunde der Thai Premier League 2010 einen Spielerpass. Gegen den FC TTM-Phicht wechselte er sich kurz vor Ende der Partie selbst ein.

#### Nationalmannschaft
1998 nahm er mit der Nationalelf an den Asienspielen teil. Im Viertelfinale gegen Südkorea erzielte er mit einem Freistoß aus 30 Metern das entscheidende Tor, welches Thailand in die nächste Runde brachte. Es war das erste Mal das Thailand das Halbfinale der Asienspiele erreichen konnte. 1999 konnte er die Goldmedaille bei den Südostasienspielen gewinnen. Im Finale gegen Vietnam schoss er in der 39. Minute das 1:0.

### Trainer
Ende 2010 verließ er Pattaya United und übernahm Police United. Die Saison 2011 beendete er mit seiner Mannschaft im Mittelfeld. Dieses Ergebnis konnte er in den beiden folgenden Spielzeiten wiederholen. In der Saison 2014 heuerte er bei Bangkok United an, verließ den Klub zur Saisonmitte aber wieder, um zu Police United zurückzukehren. Der Klub kämpfte um den Klassenverbleib. Thawatchai wurde nach wenigen Wochen im August 2014 wieder entlassen. Nach Saisonende wurde er Cheftrainer von Chainat FC und erreichte in der Spielzeit 2015 den Klassenerhalt. Er wechselte anschließend zu Nakhon Pathom United in die zweite thailändische Liga. Anfang 2017 übernahm er Ligakonkurrent PT Prachuap FC, mit dem er am Saisonende in die erste Liga aufstieg. Die Saison 2018 beendete er mit seinem Team auf dem sechsten Platz. 2019 gewann er mit Prachuap den Thai League Cup. Hier gewann man am 28. September 2019 das Endspiel gegen Buriram United im Elfmeterschießen. Im März 2021 wechselte er zum Erstligaaufsteiger Nongbua Pitchaya FC. Hier übernahm er das Traineramt von Somchai Chuayboonchum. Am 2. November 2022 wurde er dort als Tabellenletzter der Thai League entlassen. Von Dezember 2022 bis Mai 2023 war er Technischer Direktor beim Erstligisten PT Prachuap FC. Im Juni 2024 nahm ihn der Erstligaabsteiger Police Tero FC unter Vertrag. Ende November 2024 wurde der Vertrag im beiderseiten Einvernehmen aufgelöst. Einen Monat später übernahm er das Traineramt beim Zweitligisten Chonburi FC. Am Ende der Saison 2024/25 feierte er mit Chonburi die Meisterschaft und den Aufstieg in die erste Liga. Nach dem Aufstieg wurde sein Vertrag im Sommer 2025 nicht verlängert. Ende Juni 2025 ging er zum thailändischen Fußballverband. Hier übernahm er das Traineramt der U23-Mannschaft.

## Erfolge

### Spieler
FC Osotspa
- Queen’s Cup-Sieger: 2003, 2004

Nationalmannschaft
- Teilnahme an der Endrunde zur Fußball-Asienmeisterschaft 2000
- Asienspiele 4. Platz 1998
- Südostasienspiele Goldmedaille 1999

### Trainer

#### Verein
PT Prachuap FC
- Thailändischer Ligapokalsieger: 2019

Chonburi FC
- Thailändischer Zweitligameister: 2024/25  ▲